# Fergus Slattery
Pour les articles homonymes, voir Slattery.
Pas d'image ? Cliquez ici

a Compétitions nationales et continentales officielles uniquement.

b Matchs officiels uniquement.
John Fergus Slattery, connu sous le nom de Fergus Slattery, est né le 12 février 1949 à Dún Laoghaire (Irlande). C’est un joueur de rugby à XV, évoluant au poste de troisième ligne aile, qui obtient 61 sélections avec l'équipe d'Irlande entre 1970 à 1984. Il participe à deux tournées avec les Lions britanniques, disputant quatre tests, tous lors de la tournée victorieuse 1974 en Afrique du Sud.

## Carrière et Palmarès
Fergus Slattery compte 61 sélections, toutes en tant que titulaire, avec l'Équipe d'Irlande, dont 17 en tant que capitaine. Il obtient sa première cape le 10 janvier 1970, à l’occasion d’un match contre l'Afrique du Sud et termine sa carrière internationale le 21 janvier 1984 contre la France dans le cadre du Tournoi des cinq nations.
Il inscrit trois essais pour un total de douze points. Il remporte 24 victoires, concède 30 défaites et sept nuls. En tant que capitaine, son bilan est de cinq victoires, dix défaites et deux nuls.
Fergus Slattery est vainqueur du Tournoi des cinq nations en 1973, victoire partagée par les cinq nations qui remportent chacune deux victoires, 1974, 1982 et 1983, victoire partagée avec la France pour cette dernière édition. Il dispute quatorze éditions du tournoi des cinq nations, de 1970 à 1984, manquant seulement l'édition de 1976. Il dispute 49 matchs. Son bilan dans cette compétition est de 21 victoires, 24 défaites et quatre nuls. Il inscrit deux essais.
| Édition           | Rang       | Résultats Irlande | Résultats Fergus Slattery | Matchs Fergus Slattery |
| ----------------- | ---------- | ----------------- | ------------------------- | ---------------------- |
| Cinq Nations 1970 | 3          | 2 v, 0 n, 2 d     | 2 v, 0 n, 2 d             | 4/4                    |
| Cinq Nations 1971 | 3          | 2 v, 1 n, 1 d     | 2 v, 1 n, 1 d             | 4/4                    |
| Cinq Nations 1972 | Non classé | 2 v, 0 n, 0 d     | 2 v, 0 n, 0 d             | 2/2                    |
| Cinq Nations 1973 | 1          | 2 v, 0 n, 2 d     | 2 v, 0 n, 2 d             | 4/4                    |
| Cinq Nations 1974 | 1          | 2 v, 1 n, 1 d     | 2 v, 1 n, 1 d             | 4/4                    |
| Cinq Nations 1975 | 2          | 2 v, 0 n, 2 d     | 2 v, 0 n, 2 d             | 4/4                    |
| Cinq Nations 1977 | 5          | 0 v, 0 n, 4 d     | 0 v, 0 n, 2 d             | 2/4                    |
| Cinq Nations 1978 | 4          | 1 v, 0 n, 3 d     | 1 v, 0 n, 3 d             | 4/4                    |
| Cinq Nations 1979 | 3          | 1 v, 2 n, 1 d     | 1 v, 2 n, 1 d             | 4/4                    |
| Cinq Nations 1980 | 2          | 2 v, 0 n, 2 d     | 2 v, 0 n, 2 d             | 4/4                    |
| Cinq Nations 1981 | 5          | 0 v, 0 n, 4 d     | 0 v, 0 n, 4 d             | 4/4                    |
| Cinq Nations 1982 | 1          | 3 v, 0 n, 1 d     | 3 v, 0 n, 1 d             | 4/4                    |
| Cinq Nations 1983 | 1          | 3 v, 0 n, 1 d     | 3 v, 0 n, 1 d             | 4/4                    |
| Cinq Nations 1984 | 5          | 0 v, 0 n, 4 d     | 0 v, 0 n, 1 d             | 1/4                    |

Légende : v = victoire ; n = match nul ; d = défaite ; la ligne est en gras quand il y a grand chelem.
Avec les Lions, il participe à deux tournées, disputant quatre tests et 25 matchs. Il remporte trois tests, et concède un nul, lors de la tournée victorieuse 1974 en Afrique du Sud. Il joue treize matchs en 1971 et douze matchs en 1974.
Il dispute également 18 rencontres avec les Barbarians, inscrivant 17 points, dont un essai lors de la victoire des Barbarians sur les All Blacks en janvier 1973.
Le 23 novembre 1983, il est invité avec les Barbarians français pour jouer contre l'Australie à Toulon. Les Baa-Baas s'inclinent 21 à 23.